# Юніонвілл (Міссурі)
Юніонвілл (англ. Unionville) — місто (англ. city) в США, в окрузі Патнем штату Міссурі. Населення — 1735 осіб (2020).

## Географія
Юніонвілл розташований за координатами 40°28′33″ пн. ш. 93°0′16″ зх. д. / 40.47583° пн. ш. 93.00444° зх. д. (40.475708, -93.004416).  За даними Бюро перепису населення США в 2010 році місто мало площу 5,17 км², уся площа — суходіл.

### Клімат
| Клімат : Юніонвілл    | Клімат : Юніонвілл | Клімат : Юніонвілл | Клімат : Юніонвілл | Клімат : Юніонвілл | Клімат : Юніонвілл | Клімат : Юніонвілл | Клімат : Юніонвілл | Клімат : Юніонвілл | Клімат : Юніонвілл | Клімат : Юніонвілл | Клімат : Юніонвілл | Клімат : Юніонвілл | Клімат : Юніонвілл |
| Показник              | Січ.               | Лют.               | Бер.               | Квіт.              | Трав.              | Черв.              | Лип.               | Серп.              | Вер.               | Жовт.              | Лист.              | Груд.              | Рік                |
| Середній максимум, °C | 1,6                | 3,6                | 11,1               | 18,0               | 23,1               | 27,8               | 30,1               | 29,1               | 25,1               | 17,8               | 10,2               | 2,3                | 16,6               |
| Середній мінімум, °C  | −9,3               | −8,4               | −2,1               | 4,3                | 10,0               | 15,1               | 17,6               | 16,2               | 11,8               | 4,6                | −1,3               | −8,5               | 4,2                |
| Норма опадів, мм      | 29                 | 38                 | 73                 | 97                 | 103                | 124                | 145                | 120                | 99                 | 96                 | 67                 | 49                 | 1039               |
| --------------------- | ------------------ | ------------------ | ------------------ | ------------------ | ------------------ | ------------------ | ------------------ | ------------------ | ------------------ | ------------------ | ------------------ | ------------------ | ------------------ |
| Джерело: NOAA         |                    |                    |                    |                    |                    |                    |                    |                    |                    |                    |                    |                    |                    |

## Демографія
Згідно з переписом 2010 року, у місті мешкало 1865 осіб у 844 домогосподарствах у складі 468 родин. Густота населення становила 361 особа/км².  Було 1009 помешкань (195/км²).
Расовий склад населення:
| - 97,1 % — білих - 0,7 % — азіатів - 0,4 % — чорних або афроамериканців - 0,2 % — корінних американців |

До двох чи більше рас належало 1,3 %. Частка іспаномовних становила 1,2 % від усіх жителів.
За віковим діапазоном населення розподілялося таким чином: 24,2 % — особи молодші 18 років, 53,2 % — особи у віці 18—64 років, 22,6 % — особи у віці 65 років та старші. Медіана віку мешканця становила 41,8 року. На 100 осіб жіночої статі у місті припадало 87,1 чоловіків;  на 100 жінок у віці від 18 років та старших — 81,2 чоловіків також старших 18 років.
Середній дохід на одне домашнє господарство  становив 34 893 долари США (медіана — 27 056), а середній дохід на одну сім'ю — 44 646 доларів (медіана — 38 958). Медіана доходів становила 33 600 доларів для чоловіків та 27 067 доларів для жінок. За межею бідності перебувало 28,3 % осіб, у тому числі 36,6 % дітей у віці до 18 років та 19,6 % осіб у віці 65 років та старших.
Цивільне працевлаштоване населення становило 869 осіб. Основні галузі зайнятості: освіта, охорона здоров'я та соціальна допомога — 23,5 %, роздрібна торгівля — 13,9 %, сільське господарство, лісництво, риболовля — 13,5 %.